# Жестянка (река)
Жестянка — река в России, протекает по Саратовской области, левый приток реки Большая Чалыкла.

## География и гидрология
Впадает в Большую Чалыклу в 27 километрах от её устья. Длина реки составляет 44 километра. Площадь водосборного бассейна — 555 км².

## Данные водного реестра
По данным государственного водного реестра России относится к Нижневолжскому бассейновому округу, водохозяйственный участок реки — Большой Иргиз от истока до Сулакского гидроузла. Речной бассейн реки — Волга от верхнего Куйбышевского водохранилища до впадения в Каспий.
Код объекта в государственном водном реестре — 11010001612112100010014.